# Filmax
Filmax – polska stacja filmowo-rozrywkowa. Nadawcą stacji jest spółka MWE Networks (w latach 2001–2002 pod taką nazwą nadawał kanał Telewizji Polsat – obecnie grupa Cyfrowy Polsat; stacja dzieliła pasmo z kanałem Junior, początkowo funkcjonującym pod marką Smyk).

## Historia
W latach 2001–2002 pod taką nazwą nadawał kanał Telewizji Polsat (obecnie grupa Cyfrowy Polsat). Stacja dzieliła pasmo z kanałem Junior (początkowo funkcjonował pod marką Smyk), który prezentował programy dla dzieci, głównie seriale animowane. Od godziny 21:00 startował Filmax, który emitował filmy fabularne, nie tylko dla najmłodszych. Dostęp do tej oferty mieli abonenci platformy Polsat 2 Cyfrowy (obecnie pod nazwą Polsat Box) i sieci kablowych. Zarówno Filmax, jak i Junior, zakończyły nadawanie w 2002 roku.
W grudniu 2020 roku pojawiła się zapowiedź uruchomienia kanału pod nazwą Filmax przez Michała Winnickiego. Kanał uruchomił transmisję testową 24 grudnia 2020. Operatorzy udostępnili kanał swoim abonentom 30 grudnia 2020 roku, więc ten dzień można uznać za datę startu emisji (emisja z reklamami jest od 1 stycznia 2021 roku).

## Pasma Filmax
Ramówkę wypełniają m.in. filmy fabularne i program „Kabaretowy szał”.